# Convention internationale de l'opium

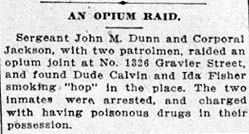
Brève dans le Daily Picayune de La Nouvelle-Orléans du 24 février 1912 : une descente de police dans une fumerie d'opium de la ville.

La Convention internationale de l'opium est le premier traité international visant au contrôle des drogues. Elle fut signée le 23 janvier 1912 à La Haye. Ce traité n'avait cependant pas de force juridique contraignante, se réduisant à un texte déclaratif . Portant, en sus de l'opium, sur la morphine, la cocaïne et l'héroïne, le texte ne visait que de façon idéale à interdire ces drogues, et encore, seulement lorsqu'elles n'étaient pas utilisées dans un usage thérapeutique (pratique courante au début du XXe siècle, notamment pour la cocaïne) (voir chapitre I, ou art. 10). De façon générale, il préconise surtout d'interdire la contrebande et de contrôler la production de ces drogues, et non de l'éradiquer en tant que telle.
Cette convention est l'aboutissement des travaux de la Commission internationale de l'opium, réunie à Shanghai en 1909 à l'initiative du président américain Théodore Roosevelt, qui avait été encouragé par un évêque de l'Église épiscopale des États-Unis travaillant aux Philippines, Charles Henry Brent (en). Ce dernier avait approché Roosevelt dès 1906, et avait été nommé président de la commission en question, puis de la conférence de La Haye à l'origine immédiate de la convention . 

## But
Le texte de la convention en indique le but : 

« résolus à poursuivre la suppression progressive de l’abus de l’opium, de la morphine, de la cocaïne, ainsi que des drogues préparées ou dérivées de ces substances donnant lieu, ou pouvant donner lieu, à des abus analogues ; considérant la nécessité et le profit mutuel d’une entente internationale sur ce point ;
convaincus qu’ils rencontreront dans cet effort humanitaire l’adhésion unanime de tous les États intéressés »

## Signataires
«Sa Majesté l'Empereur d'Allemagne, Roi de Prusse, au nom de l'Empire allemand ; le Président des États-Unis d'Amérique ; Sa Majesté l'Empereur de Chine ; le Président de la République française ; Sa Majesté le Roi du Royaume-Uni de Grande-Bretagne et d'Irlande et des Territoires britanniques au-delà des mers, Empereur des Indes ; Sa Majesté le Roi d'Italie ; Sa Majesté l'Empereur du Japon ; Sa Majesté la Reine des Pays-Bas ; Sa Majesté Impériale le Shah de Perse ; le Président de la République portugaise ; Sa Majesté l'Empereur de toutes les Russies ; Sa Majesté le Roi de Siam» 